# Hochbrücke Horb

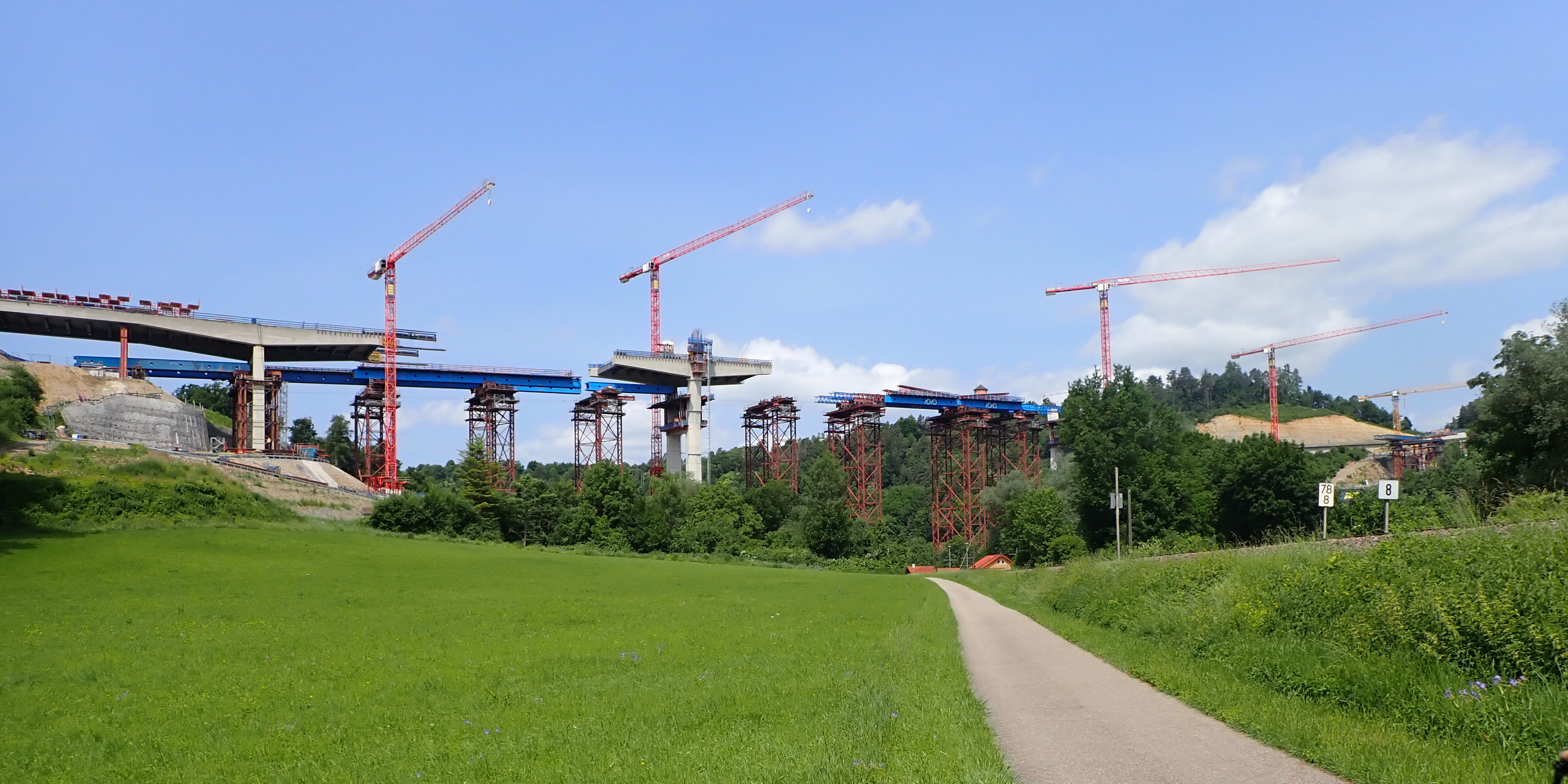
Hochbrücke Horb von Osten im Juni 2025

Die Hochbrücke Horb (auch Neckartalbrücke) ist eine im Bau befindliche Brücke, die als Teil der Bundesstraße 32 den Durchgangsverkehr an der Stadt Horb am Neckar vorbei leiten soll. Sie überquert das Neckartal. Der Neckar selbst ist an dieser Stelle nur rund 15 Meter breit.
Die Brücke soll 667 Meter lang und bis zu 90 Meter hoch werden. Die Inbetriebnahme ist (Stand April 2025) für 2028 geplant. Auftraggeber ist das Regierungspräsidium Karlsruhe.
Baubeginn war 2023. Ursprünglich war eine Fertigstellung für 2026 geplant gewesen. Das Bauunternehmen Porr teilte jedoch 2024 mit, dieser Zeitplan könne nicht eingehalten werden, man plane eine Fertigstellung 2030. Im April 2025 wurde 2028 als Fertigungstermin genannt; auf diesen Termin hätten sich der Auftraggeber und das Bauunternehmen in einem Schlichtungsverfahren geeinigt.
Am 20. Mai 2025 ereignete sich ein Arbeitsunfall, bei dem drei Bauarbeiter ums Leben kamen. Eine mit den drei Bauarbeitern besetzte Arbeitsgondel stürzte aus großer Höhe ab, nachdem ein Stahlseil gerissen war.